# Дельсаль, Алексей Петрович
Алексей Петрович Дельсаль (1830—1902) — генерал-майор русской императорской армии, военный инженер, участник Крымской войны, заведующий Зимним дворцом.

## Биография
Родился 10 (22) апреля 1830 года, сын коллежского асессора Петра Осиповича (Жозефовича) Дельсаля; мать, Александра Павловна, умерла и была похоронена в селе Аннино (Рузский уезд Московской губернии).
Образование получил в Николаевском инженерном училище, по окончании которого в 1851 году был оставлен для прохождения курса наук в офицерском классе этого училища. В 1853 году был выпущен в армию.
С начала Крымской войны штабс-капитан Дельсаль находился в Севастополе, где состоял помощником заведующего инженерными работами на 2-й дистанции Севастопольской оборонительной линии. 1 марта 1855 года он был награждён орденом Св. Георгия 4-й степени (№ 9584 по кавалерскому списку Григоровича — Степанова)
Во время осады Англо-Французами г. Севастополя, состоя при работах оборонительной линии, исполнял с неутомимою деятельностью, более 3-х месяцев, под сильным огнём неприятеля, возложенные на него обязанности, а 29 Ноября 1854 года участвовал в вылазке на неприятельскую траншею против 4-го бастиона и овладел одною полупудовою мортирою.
27 августа 1855 года за отличия при обороне Севастополя ему была пожалована золотая полусабля с надписью «За храбрость».
По окончании военных действий Дельсал продолжил службу по военно-инженерному ведомству и одновременно преподавал архитектуру и строительное искусство в Александровском сиротском кадетском корпусе. В 1863 году был произведён в подполковники и в 1868 году — в полковники.
С 1873 года Дельсаль был членом Инженерного комитета Главного инженерного управления. Произведённый в 1875 году в генерал-майоры Дельсаль был назначен заведующим Зимним дворцом в Санкт-Петербурге, с оставлением в звании члена комитета.
В сентябре 1881 года Дельсаль вышел в отставку и проживал в Санкт-Петербурге, где и скончался 15 (28) августа 1902 года; похоронен на Никольском кладбище Александро-Невской лавры.

## Семья
Его сын Пётр во время Первой мировой войны в чине генерал-лейтенанта командовал Гвардейской стрелковой бригадой, после Октябрьской революции эмигрировал в Югославию.
Его сестра Агриппина Петровна Невиандт (ур. Дельсаль) была бабушкой (матерью матери — Надежды Александровны Чижевской, ур. Невиандт) учёного, изобретателя, художника, поэта, философа А. Л. Чижевского, тёщей изобретателя Л. В. Чижевского.
Племянник — Константин Александрович Невиандт (1869—1919) — член IV Государственной думы от Полтавской губернии, сын А. П. Невиандт (ур. Дельсаль).